# Alstonia rupestris
Alstonia rupestris är en oleanderväxtart som beskrevs av Kerr. Alstonia rupestris ingår i släktet Alstonia och familjen oleanderväxter. Inga underarter finns listade i Catalogue of Life.